# Irwindale
Irwindale is een plaats (city) in de Amerikaanse staat Californië, en valt bestuurlijk gezien onder Los Angeles County.

## Demografie
Bij de volkstelling in 2000 werd het aantal inwoners vastgesteld op 1446.
In 2006 is het aantal inwoners door het United States Census Bureau geschat op 1471, een stijging van 25 (1.7%).

## Geografie
Volgens het United States Census Bureau beslaat de plaats een oppervlakte van
24,5 km², waarvan 24,1 km² land en 0,4 km² water.

## Plaatsen in de nabije omgeving
De onderstaande figuur toont nabijgelegen plaatsen in een straal van 8 km rond Irwindale.